# Камчийски кон
Вижте пояснителната страница за други значения на Кон.
Камчийски кон е примитивна порода коне отглеждани в България. Тя е селектирана и развъждана в долината на река Камчия. Представителите на породата са издръжливи на местните условия и сравнително невзискателни към храната.
Въпреки че представителите на породата са едни от най-едрите примитивни коне те се характеризират със сравнително дребно телосложение. Поради факта, че височината на холката е приблизително равна на дължината на тялото в екстериорно отношение породата се доближава до тежковозните породи коне. Телосложението му е хармонично, а темпераментът е енергичен.
Основен цвят характерен за породата е предимно кестенявия.